# Chuckie Akenz
Chuckie Akenz (29, tháng 1 năm 1986), thường được biết đến với nghệ danh C-A, là một rapper Canada gốc Việt. Anh đã lớn lên ở khu Jane and Finch, Toronto, Canada. C-A bắt đầu có tiếng tăm khi thực hiện video rap nghiệp dư có tên là "You Got Beef?" Video âm nhạc này được lan truyền trên mạng, nhận được cả lời tán dương lẫn chỉ trích. Tháng 10 năm 2006. C-A xuất hiện trong một tập của chương trình truyền hình toàn quốc The Fifth Estate có tên là "Lost in the Struggle". Anh cũng từng góp mặt trong một tập Music Is My Life trên kênh MuchMusic, kể về đời tư của anh.